# Šafarsko
Šafarsko (mađarski Ligetfalva) je naselje u slovenskoj Općini Razkrižju. Šafarsko se nalazi u pokrajini Štajerskoj i statističkoj regiji Pomurju. 

## Stanovništvo
Prema popisu stanovništva iz 2002. godine naselje je imalo 141 stanovnika.